# Teresa Waugh
Lady Teresa Lorraine Waugh (geborene Onslow; * 26. Februar 1940 in Chelsea (London)) ist eine englische Schriftstellerin und Übersetzerin.

## Leben
Teresa Onslow wurde 1940 als Tochter von William Onslow, 6. Earl of Onslow, und seiner Frau Pamela Dillon geboren. Als Tochter eines Earls führt sie das Höflichkeitsprädikat Lady.
1961 heiratete sie Auberon Waugh, der ebenfalls Schriftsteller war. Die beiden haben zwei Söhne und zwei Töchter. Nach einigen Jahren in London zog die Familie nach dem Tod von Auberons Vater, dem Schriftsteller Evelyn Waugh, in das Familienanwesen Combe Florey.
Teresa Waugh schrieb unter anderem Painting Water (1983), Waterloo Waterloo (1985), The Entertaining Book (gemeinsam mit Auberon Waugh, 1986), Intolerable Burden (1987), Song at Twilight (1989), The Gossips (1998), The House (2002) und A Long Hot Unholy Summer (2014). Ferner übersetzte sie Bücher aus dem Französischen und Italienischen ins Englische.